# Surinams damlandslag i volleyboll
Surinams damlandslag i volleyboll representerar Surinam i volleyboll på damsidan. Laget har deltagit i centralamerikanska och karibiska spelen och karibiska mästerskapet.

### Fotnoter
1. ↑  Todor Krastev. ”Women Volleyball I Caribbean Championship 1991 Suriname 07-14.10 - Winner Neth. Antilles” (på engelska). http://www.todor66.com/volleyball/Norceca/Women_Caribbean_1991.html. Läst 10 mars 2024.
2. ↑  Todor Krastev. ”Women Volleyball III Caribbean Championship 1993 Trinidad Tobago - Winner Barbados” (på engelska). http://www.todor66.com/volleyball/Norceca/Women_Caribbean_1993.html. Läst 10 mars 2024.
3. ↑  Todor Krastev. ”Women Volleyball VI Caribbean (CAZOVA) Championship 1996 US Virgin Islands - Winner Trinidad Tobago” (på engelska). http://www.todor66.com/volleyball/Norceca/Women_Caribbean_1996.html. Läst 10 mars 2024.
4. ↑  Todor Krastev. ”Women Volleyball VIII Caribbean Championship 2000 Barbados 15-23.07 - Winner Barbados” (på engelska). http://www.todor66.com/volleyball/Norceca/Women_Caribbean_2000.html. Läst 10 mars 2024.
5. ↑  Todor Krastev. ”Women Volleyball IX Caribbean Championship 2002 Trinidad Tobago - Winner Barbados” (på engelska). http://www.todor66.com/volleyball/Norceca/Women_Caribbean_2002.html. Läst 10 mars 2024.
6. ↑  ”CAZOVA Championship 2010 » classification :” (på engelska). Volleybox. https://women.volleybox.net/women-cazova-championship-2010-o30733. Läst 20 oktober 2023.
7. ↑  Todor Krastev. ”Women Volleyball XV Caribbean (CAZOVA) Championship 2014 Port of Spain (TRI) - Winner Trinidad Tobago” (på engelska). http://www.todor66.com/volleyball/Norceca/Women_Caribbean_2014.html. Läst 10 mars 2024.
8. ↑  https://norceca.net/2024%20Events/Pan-Americans%20Cups/Women%20PanAmerican%20Cup%202024/XXI%20Women%20Pan%20American%20Cup%202024.htm